# Bordighera
Bordighera (phát âm tiếng Ý: [bordiˈɡɛːra]; tiếng Liguria: A Bordighea, tiếng địa phương A Burdighea) là một thị trấn và xã thuộc tỉnh Imperia, Liguria (Ý).

## Vị trí địa lý
Bordighera cách Pháp 20 kilômét (12 mi) và có thể thấy bờ biển Pháp bằng mắt thường từ thị trấn. Có "Capo Sant’Ampelio" nhô ra biển, đây là xã cực nam của vùng. Mũi đất nằm ở cùng vĩ độ của Pisa và có một nhà thờ nhỏ được xây dựng vào thế kỷ 11 cho Sant’Ampelio, vị thánh bảo trợ của thành phố. Vì Bordighera được xây dựng ở nơi dãy núi Maritime Alps đổ xuống biển nên nó được hưởng lợi từ hiện tượng Foehn tạo ra một vi khí hậu đặc biệt làm cho mùa đông ấm hơn.

## Lịch sử
Nơi đây đã có dấu hiệu con người sinh sống từ thời đồ đá cũ ở trong các hang động ở bờ biển Ý và Pháp. Vào thế kỷ thứ 6 trước Công nguyên, vùng này bắt đầu hình thành khu dân cư và có lãnh thổ rõ rệt, được xây dựng bởi người Ligure, tên của khu vực "Liguria" trong tiếng Ý, bắt nguồn từ đó.
Tên của thành phố ban đầu là "Burdigheta" trong một Dự luật ban hành của Giáo hoàng Boniface VIII vào năm 1296. Khu vực này đặc biệt thịnh vượng vào thời La Mã vì nó nằm trên đường Julia Augusta vào thế kỷ 1 trước Công nguyên. Sau khi Đế chế La Mã sụp đổ, ngôi làng đã bị bỏ hoang vì các cuộc tấn công thường xuyên của hải tặc và chỉ đến năm 1470, một số gia đình của những ngôi làng gần đó như Borghetto San Nicolò mới quyết định quay trở lại Bordighera. Các đoàn cướp biển ít lui tới hơn mặt dù vẫn có các cuộc đột kích như cuộc tấn công của cướp biển Hayreddin Barbarossa vào năm 1543. Vào thế kỷ 16, Công tước xứ Savoy và Cộng hòa Genova củng cố, chiến đấu bảo vệ khu vực và cải tạo ngôi làng trở thành một thị trấn kiên cố sau khi giành độc lập khỏi thành phố Ventimiglia vào năm 1683.
Vào ngày 20 tháng 4 năm 1686, đại diện của tám ngôi làng, Camporosso, Vallebona, Vallecrosia, San Biagio della Cima, Sasso, Soldano, Borghetto San Nicolò và Bordighera có một cuộc họp tại "Phòng thí nghiệm St. Bartholomew" để xây dựng "Magnifica comunità degli otto luoghi" (tạm dịch: "Cộng đồng tráng lệ của tám địa điểm"). Mục tiêu của cuộc họp này là đoàn kết và giành độc lập khỏi ách đo hộ từ thành phố đối thủ gần đó của Ventimiglia. Năm 1797, Bordighera mất hoàn toàn độc lập và trở thành một phần của "Khu vực dầu cọ", khu vực này bao gồm tất cả các vùng đất từ Ventimiglia đến Arma di Taggia với Sanremo là thủ đô.
Sự thay đổi quyền lực tiếp theo diễn ra vào năm 1815 khi toàn bộ Liguria được sát nhập vào Vương quốc Sardinia sau Đại hội Vienna. Napoléon vẫn còn và tiếp tục ảnh hưởng đến khu vực. Con đường La Corniche tạo điều kiện thuận lợi cho giao thông vận tải và du lịch, thúc đẩy sự phát triển của "Bến du thuyền Borgo" là Bordighera ngày nay. Thị trấn cổ được gọi đơn giản là Old Bordighera hoặc Upper Bordighera do vị trí trên ngọn đồi (trong tiếng Ý là "Bordighera Vecchia" hoặc "Bordighera Alta").
Thời kỳ Hoàng kim của thành phố đến vào thế kỷ 19 khi thành phố thấp được xây dựng bên cạnh đường "Corniche" và biển đã thu hút khách du lịch Anh. Mọi người du lịch đến Bordighera vì một cuốn tiểu thuyết của Giovanni Ruffini, Il Dottor Antonio được xuất bản năm 1855 ở Edinburgh giới thiệu thị trấn. Năm 1860, năm năm sau khi cuốn tiểu thuyết nổi tiếng Il Dottor Antonio được xuất bản, khách sạn đầu tiên của Bordighera được khai trương, sau đó được gọi bằng tiếng Pháp là "Hotel d'Angleterre", ngày nay được gọi là Villa Eugenia, tại Via Vittorio Emanuele 218.
Năm 1873, ga đường sắt được khai trương, cho phép đi từ Paris đến Bordighera chỉ trong 24 giờ (thời này tốc độ như vậy là rất nhanh). Với việc khai trương tuyến đường sắt Calais-Rome Express vào ngày 8 tháng 12 năm 1883, thời gian di chuyển thậm chí còn ngắn hơn và chỉ cần 24 giờ để đi từ London đến Bordighera.
Năm 1887, Stéphen Liégard, trong cuốn sách nổi tiếng “La Cote d’Azur” của mình, đã dành một vài trang cho Bordighera và đặt cho nó một cái tên: “Nữ hoàng của những cây cọ”. Ông cũng cho biết rằng "Grand Hotel de Bordighera" đã tiếp đón Hoàng hậu Eugenie vào mùa thu năm 1886.
Vào những năm 1890, nhà tự nhiên học người Ireland và nhà văn hiện đại đầu tiên Emily Lawless đã đến thăm Bordighera một số lần, nghiên cứu hệ thực vật địa phương. Năm 1894, bà viết tiểu luận "Two Leaves from a Note-Book" kể về một chuyến đi đến Bordighera, mô tả những thay đổi đáng kinh ngạc của cảnh quan trong và sau một đợt hạn hán.
Năm 1918, Nghĩa trang Chiến tranh Bordighera được xây dựng để tưởng nhớ những người lính Anh đã hy sinh trong khu vực này trong Thế chiến thứ nhất. Nó được thiết kế bởi Sir Robert Lorimer.
Vào ngày 12 tháng 2 năm 1941, thủ tướng Benito Mussolini đã gặp Francisco Franco tại Bordighera để thảo luận về việc Tây Ban Nha tham gia Thế chiến thứ hai theo phe của phe Trục.
Vào tháng 7 năm 1947, Evita Peron đã đến thăm Bordighera và để vinh danh chuyến đi dạo bên bờ biển của cô đã được đặt tên là Lungomare Argentina. Con đường dài 2.300m, trở thành con đường đi dạo dài nhất trên Riviera.
Bordighera là thị trấn đầu tiên ở châu Âu trồng cây chà là, và công dân ở đây vẫn có quyền độc quyền cung cấp cho Vatican cọ cho lễ Phục sinh.

## Điểm tham quan chính

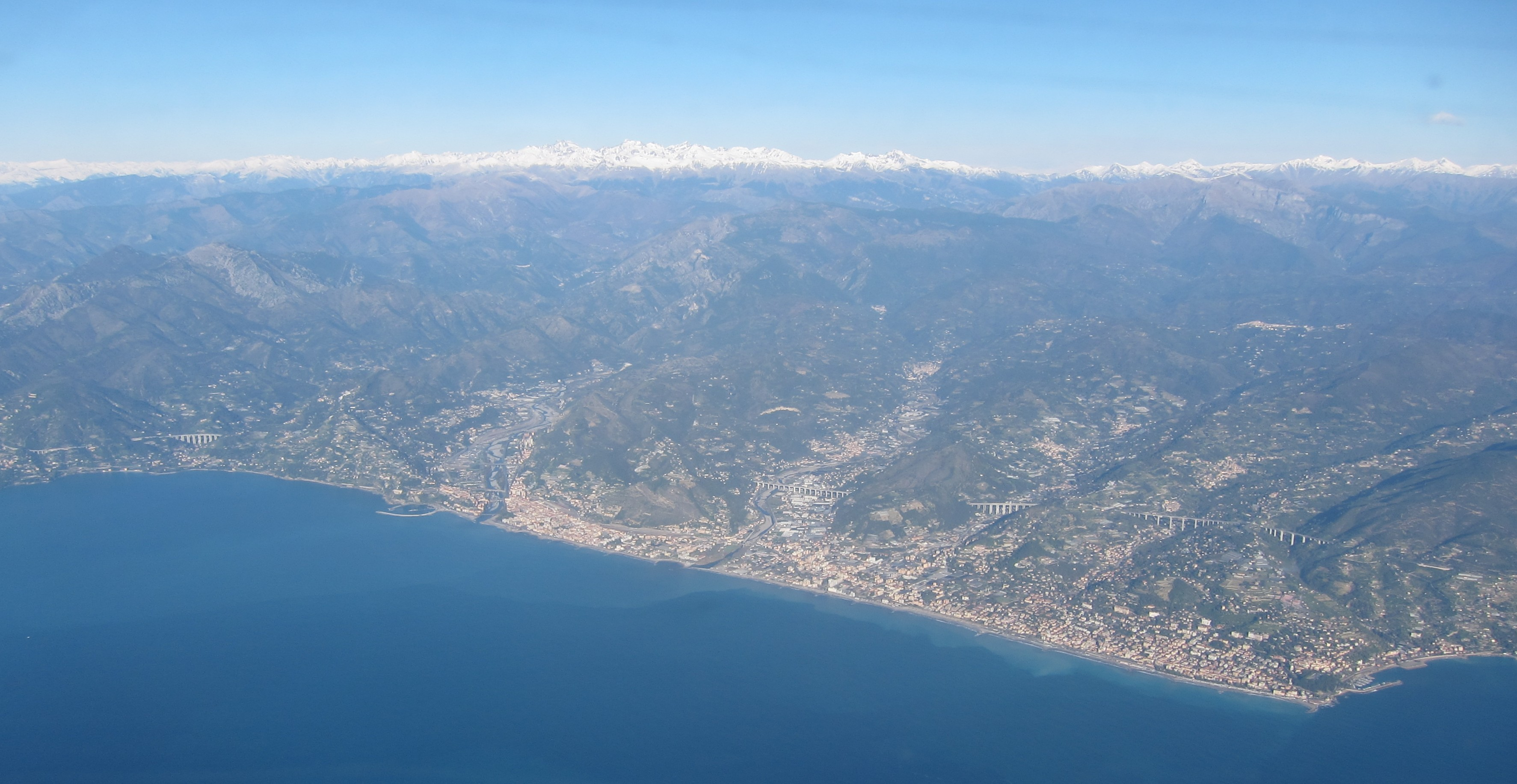
Bordighera và thành phố láng giềng Ventimiglia

### Các tòa nhà và cấu trúc
- Casa Coraggio là một trong những tòa nhà lịch sử trong thành phố, các nhà văn George MacDonald và Edmondo De Amicis từng sống ở đây.
- Thư viện Công dân Quốc tế. Thư viện được xây dựng vào năm 1910 và được trùng tu vào năm 1985 bởi kiến trúc sư người Genova Gianfranco Franchini.
- Biệt thự Etelinda. Biệt thự được xây dựng vào năm 1873 bởi Raphaël Bischoffsheim, được bán vào năm 1896 cho Lãnh chúa Claude Bowes-Lyon, Bá tước thứ 14 của Strathmore và Kinghorne và sau đó vào năm 1914 cho Nữ hoàng Margherita của Savoy.
- Biệt thự Margherita. Biệt thự được xây dựng bởi kiến trúc sư Luigi Broggi và khánh thành vào ngày 25 tháng 2 năm 1916. Biệt thự trở thành nơi ở chính thức của Nữ hoàng Margherita xứ Savoy trong mùa đông.
- Bảo tàng Bicknell nằm ở Via Romana có một bộ sưu tập cổ sinh vật học rất phong phú về vùng Liguria. Nó cũng có một thư viện quốc tế bao gồm hơn 20.000 đầu sách.
- Villa Mariani ban đầu là một ngôi nhà tranh Bà Fanshawe, được Pompeo Mariani, một họa sĩ người Ý, mua lại ngôi nhà vào năm 1909, mở rộng và xây dựng trong khu vườn của Villa La Specola thành xưởng của ông.
- Tòa thị chính của Bordighera, vốn là các trường học cũ của thành phố, được xây dựng theo kế hoạch của Charles Garnier vào năm 1886.
- Biệt thự Garnier. Căn biệt thự được xây dựng vào năm 1872 bởi kiến trúc sư Charles Garnier.

### Nhà thờ và nơi thờ tự

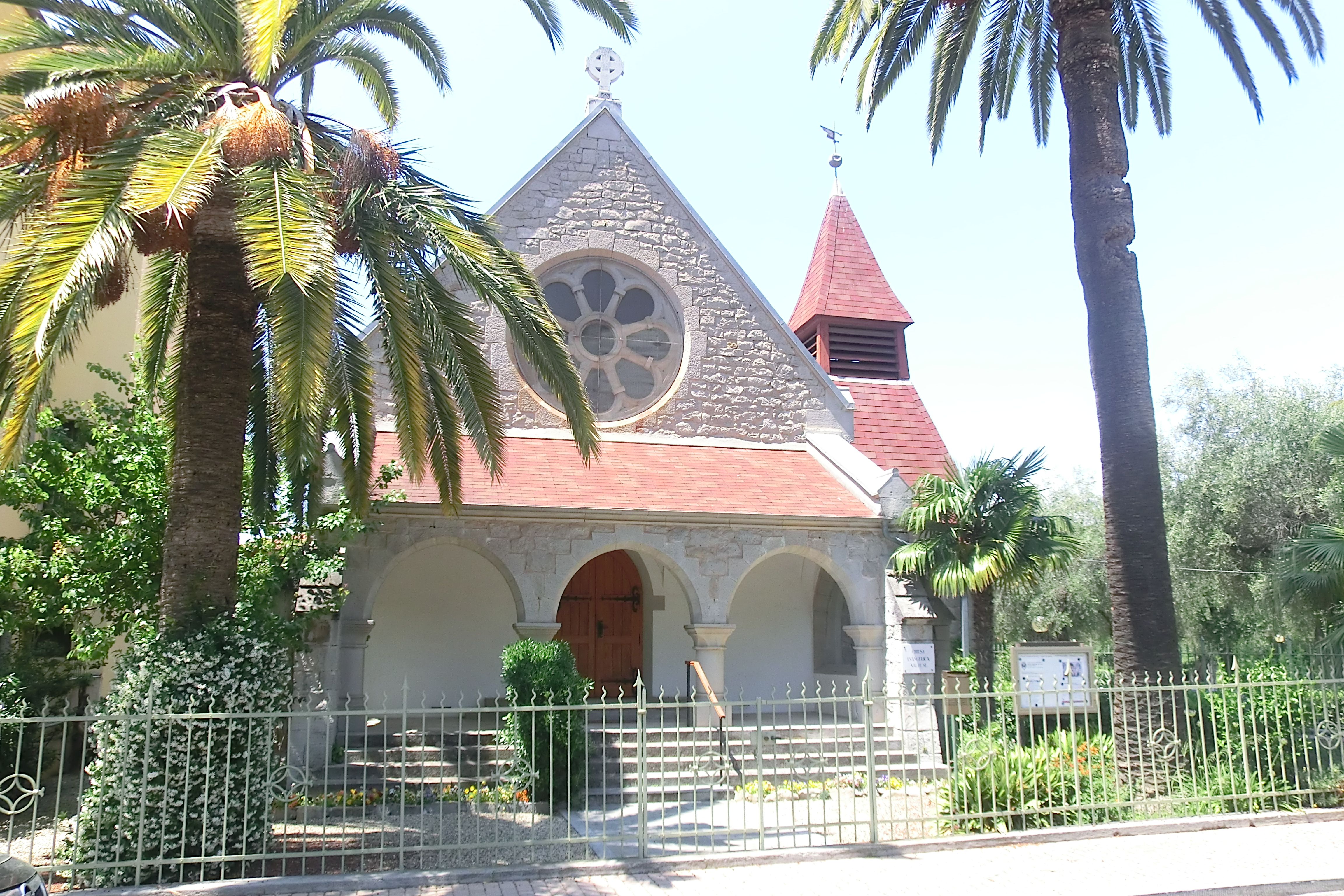
Một nhà thờ Tin lành ở Bordighera

- Nhà thờ Tin lành Waldensian. Nhà thờ Waldensian được xây dựng từ năm 1901 đến 1904 bởi kiến trúc sư Rudolph Winter, con trai của Ludwig Winter.
- Nhà thờ Anh giáo. Nhà thờ được xây dựng vào năm 1873 bởi cộng đồng người Anh ở Bordighera, nó đã được bán cho thành phố vào cuối thế kỷ XX. Sau khi trùng tu nó đã trở thành một trung tâm văn hóa quan trọng.
- Nhà thờ Thánh Mary Magdalen. Nhà thờ có nhóm Maddalena bằng đá cẩm thạch ở Glory, được thiết kế bởi Filippo Parodi, nhà điêu khắc Gian Lorenzo Bernini và các sinh viên do con trai ông là Domenico Parodi hướng dẫn.
- Phòng thí nghiệm St. Bartholomew. Phòng thí nghiệm được xây dựng vào thế kỷ 15 và nằm ở Bordighera alta, thành phố cổ
- Nhà thờ Immacolata Concezione được xây dựng theo thiết kế của kiến trúc sư Charles Garnier và khánh thành vào năm 1897.
- Nhà thờ thánh Ampelio. Nhà thờ có từ thế kỷ thứ mười một và được xây dựng để vinh danh vị thánh ẩn sĩ Ampelio, người bảo trợ của thành phố.

### Công viên và các điểm tham quan ngoài trời khác
- Vườn Lowe. Những thứ này đã được Charles Henry Lowe tặng cho thành phố vào năm 1902.
- Vườn Moreno. Các khu vườn của Villa Moreno rất rộng và sang trọng. Chúng được vẽ bởi Claude Monet vào năm 1884.
- Những khu vườn mùa đông. Nhà thực vật học Ludwig Winter vào thế kỷ XIX lập ra.
- Khu vườn kỳ lạ Pallanca. Nó được tạo ra vào năm 1860 bởi gia đình Pallanca và chứa hơn 3000 giống cây mọng nước bao gồm một cây Copiapoa đã ba trăm năm tuổi

## Văn hóa
Nhà văn người Scotland, George MacDonald đã sống và làm việc trong nhiều thời điểm trong năm ở Bordighera. Ngôi nhà của ông là một trung tâm văn hóa quan trọng của thuộc địa Anh. Ông được chôn cất tại nhà thờ của nhà thờ Anh giáo cũ. John Goodchild cũng đã hành nghề y tế ở đây trong một số năm. Chính tại đây, ông đã mua chiếc bát màu xanh lam mà sau đó ông mang đến Glastonbury. Jane Morris, vợ của William Morris đã ở lại Bordighera vào các mùa đông 1881, 1885, 1887 và 1892.

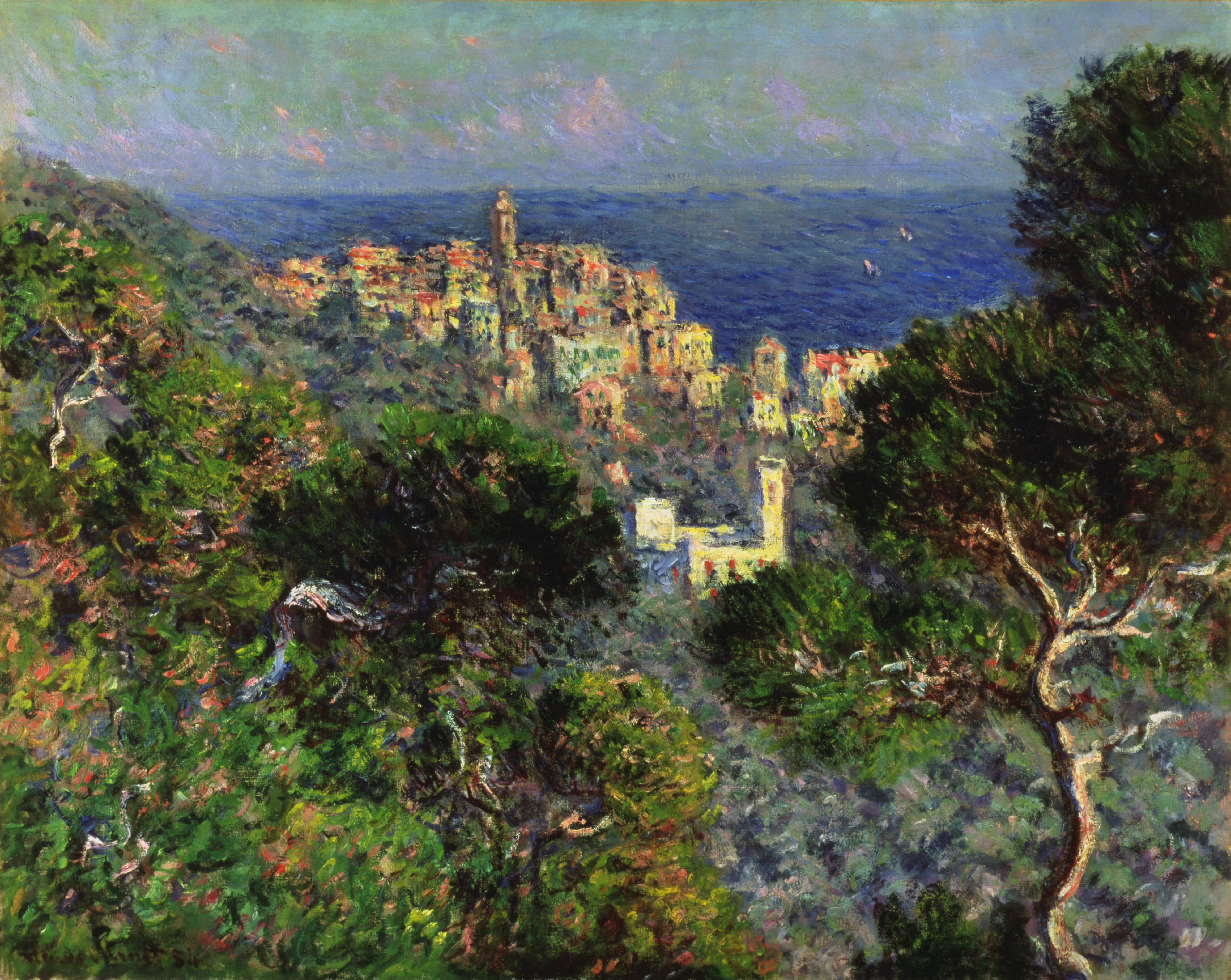
Quang cảnh Bordighera vẽ bởi Monet, 1884

Claude Monet ở lại Bordighera trong ba tháng vào năm 1884 và vẽ nhiều bức tranh về thị trấn và khu vực xung quanh.
Những người Anh gốc Ý nổi tiếng khác trú đông và được chôn cất tại đây là nhà văn Cecilia Maria de Candia và chồng bà là Godfrey Pearse. Cecilia, một nhà văn, tiểu thuyết gia và nhà nghiên cứu thảo dược, đã trải qua nhiều mùa viết tại nơi cư trú và cuối cùng nghỉ hưu tại ngôi nhà nhỏ của mình ở đây cho đến những ngày cuối đời.
Nhà văn Anh-Ireland Elizabeth Bowen đã viết cuốn tiểu thuyết đầu tiên của mình, The Hotel, xuất bản năm 1927, sau một chuyến thăm đến Bordighera.
Cuốn tiểu thuyết Call Me by Your Name lấy bối cảnh ở và xung quanh Bordighera. Cũng là cuốn tiểu thuyết Chuyến tàu cuối cùng từ Liguria của Christine Dwyer Hickey, lấy bối cảnh trong thời kỳ Phát xít.

### Ẩm thực
Các món ăn đặc trưng của Bordighera là một phần của ẩm thực vùng Liguria. Đây là những món ăn phổ biến nhất:
- Paté di olive, được sản xuất bởi hiệp hội các nhà sản xuất dầu ở Bordighera và được làm bằng vỏ quả olive.[9]
- Pesto, một loại nước sốt làm từ húng quế Genovese thường được dùng với mì ống như trofie, linguine, tagliolini, spaghetti, v.v.
- Lưu ly Ravioli.
- Sardenara một focaccia phủ lên trên với nước sốt cà chua, ô liu taggische, origanum, nụ bạch hoa và tất nhiên là cá mòi phi lê như tên của món ăn.  Focaccia với taggische ô liu, với hành tây, với hương thảo, với pho mát, v.v.
- Farinata di ceci là một loại focaccia rất mỏng được làm từ bột đậu xanh, nước, dầu và muối.  Torta di verdure, là một loại bánh điển hình, được làm bằng trombette (Cucurbita pepo đặc biệt), hành tây, gạo và trứng.
- Brandacujun, một món ăn được làm từ cá tuyết khô và muối, khoai tây, tỏi và taggische ô liu.
- Salad Condiglione, được làm với các lát hành tây, cà chua, ớt đỏ xanh và vàng, ô liu taggische, cá cơm muối, húng quế, dầu.  Rau nhồi, các loại rau khác nhau (bí ngòi, ớt, hành tây, v.v.) nhồi hỗn hợp thịt băm, khoai tây, trứng
- Michetta di Dolceacqua, nó là một món ngọt ra đời vào thế kỷ 14 ở Dolceacqua[10] được làm từ bột mì, trứng, đường và dầu. Một biến thể rất được đánh giá cao là Crocetta di Dolceacqua.
- Panzarole và Zabaione, nó là một món tráng miệng được làm từ bột bánh mì ngọt và sau đó được chiên. Sau khi chiên, đem nhúng vào Zabaione. Món tráng miệng này là đặc trưng của ngôi làng Apricale gần đó.
- Baci di Bordighera, chúng là một biến thể của món bánh quy nhỏ của thị trấn Alassio gần đó.  Bordigotti al Rhum, nó là một loại sô cô la lớn được nhồi với rượu rum làm từ kem.
- Pane del marianio, một loại bánh mì ngọt có nhân nho khô và hạt thông.

## Kinh tế
Kinh tế địa phương chủ yếu dựa vào du lịch, vẻ đẹp của khu vực và khí hậu ôn hòa thu hút khách du lịch cũng như các nghệ sĩ. Việc sản xuất ô liu và các sản phẩm từ chúng như dầu ô liu rất quan trọng vì chúng đã nổi tiếng khắp nước Ý, giống ô liu "Olive Taggiasche" đặc biệt nổi tiếng và ngon, và nó đã đạt được PDO (Chỉ định xuất xứ được bảo hộ) vào năm 1997.
Một nguồn thu nhập khác là trồng cây và hoa.

## Thành phố đôi
- Villefranche-sur-Mer, Pháp, 1956
- Neckarsulm, Đức, 1963